# 岩崎リズ
岩崎リズ（いわさき りず、1976年1月8日 - ）は、日本の脚本家・小説家・タレント。所属はフリー。本名は岩崎里鶴。東京都港区生まれ。

## 来歴
女子美術大学付属高等学校を経て女子美術短期大学造形科彫塑専攻を卒業。インディーズバンドで活動するかたわら、日本脚本家連盟ライターズスクールにてシナリオを学ぶ。以後、テレビドラマの企画に関わり、脚本家になった。2009年には小説を発表。2010年より母親と度々テレビ出演をするようになった。父親は脚本家の林秀彦、母親は女優の冨士眞奈美、異母兄は作曲家の林魏堂。両祖父が新聞記者で、父方の祖父・林謙一はNHK連続テレビ小説『おはなはん』の原作者。主人公・おはなのモデルは岩崎の曾祖母にあたる。

## 人物
- 冨士と共にバラエティー番組に出演する際は、好みのタイプを「江戸川コナン」と発言することが多い。
- 過去に大幅なダイエットに成功したことを番組内で告白。同番組のお見合い企画に参加した[4]。見合い中はもっぱら『ジョジョの奇妙な冒険』の話題に終始した。
- 自身のブログ内で「今後の執筆活動にはペンネームを使用する」と発言している[5]。
- 学校の弁当に冨士がステーキを入れたために学校でいじめられたことがある。

## 主な作品

### アニメ
- まっくららんどのホネイヌくん〜まっくららんどへようこそ（東京国際アニメフェア2009、TOKYO MX賞受賞）
- MISTEEZ（ウェブアニメ、2011年）

### ゲーム
- SEVEN's CODE (アプリボット2019) ストーリー原案

### OVA
- The Epic of Zektbach〜シャムシールの舞（コナミデジタルエンタテインメント、2011年）

### ドラマCD
- The Epic of Zektbach〜FRAGMENTS OF ARIA TE’LARIA（コナミデジタルエンタテインメント、2009年）
- The Epic of Zektbach〜Blind Justice（コナミデジタルエンタテインメント、2010年）

## 著書
- DATASHIP（講談社、2009年）ISBN-13 978-4062151177

## 企画協力
- ゲゲゲの鬼太郎（実写映画）（松竹、2007年）[6]
- ゲゲゲの鬼太郎 千年呪い歌（松竹、2008年）